# Център на ветрилната площ
Центърът на ветрилната площ (или ЦВП, център на налягането) е приложната точка на вектора на теглителната сила, генерирана от корабното ветрило.
Центърът на ветрилната площ на индивидуално ветрило съвпада с геометричния му център. Съществува и общ център на ветрилната площ на плавателен съд, движен от система от ветрила. Той е производен на ЦВП на отделните ветрила в пропорция с площите им.
Центърът на ветрилната площ е съществен параметър, заложен при проектирането на ветроходния плавателен съд. Грешно разположен ЦВП води до влошаване на маневрените характеристики на яхтата. В такива случаи рулевият трябва да противодейства на нежеланите тенденции за отклонение на съда от курса с руля, което води до снижение на скоростта. Напротив, добре балансирана яхта има склонност да „пази“ курса при малки промени на посоката и силата на вятъра.
ЦВП се влияе от всички промени на стъкмяването - смяна на ветрила от ветрилния комплект, рифоване на ветрила, промяна на пълнотата на ветрилата, промяна на наклона на мачтата и др.